# Parque natural

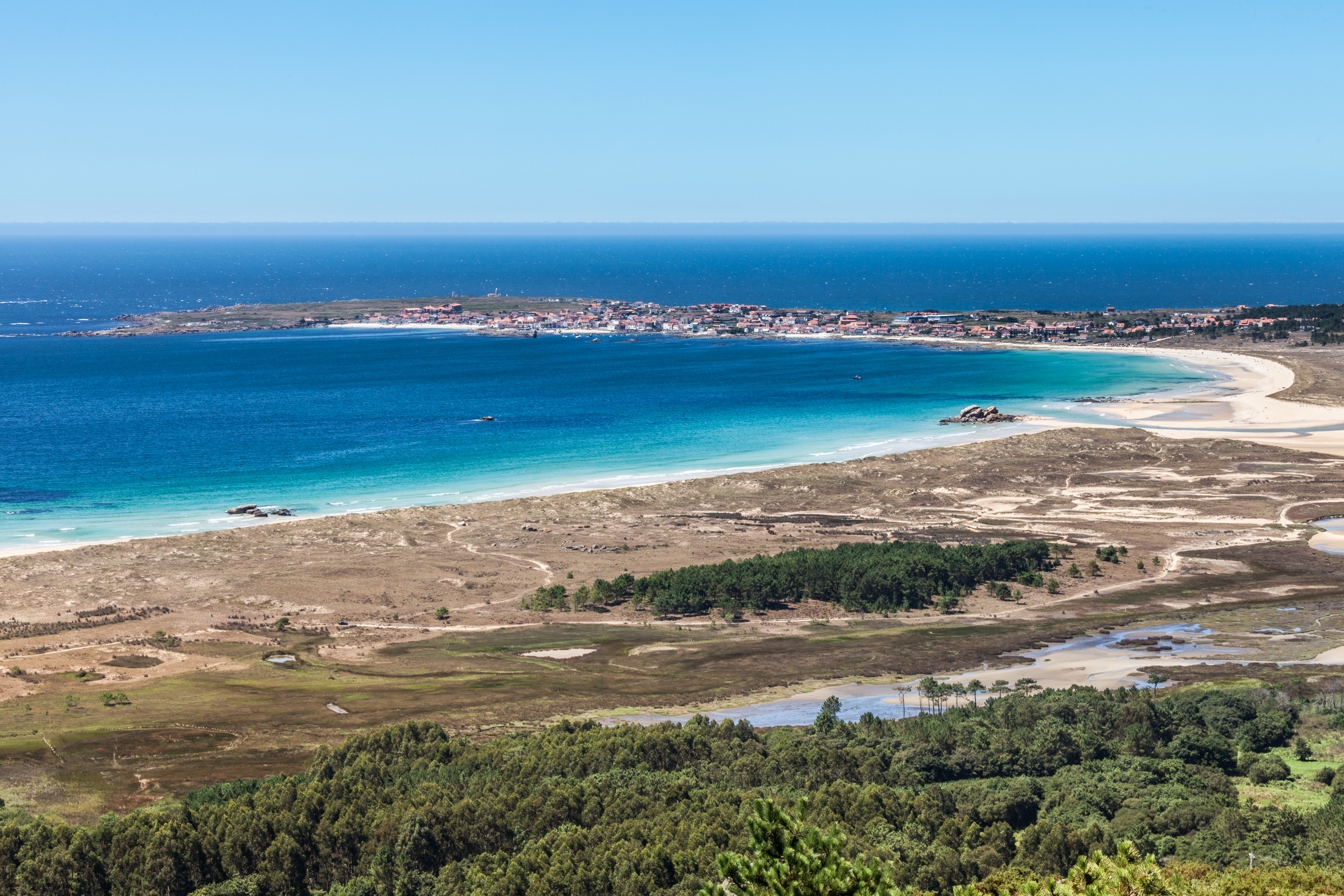
Dunas de Corrubedo y lagunas de Carregal y Vixán (La Coruña)

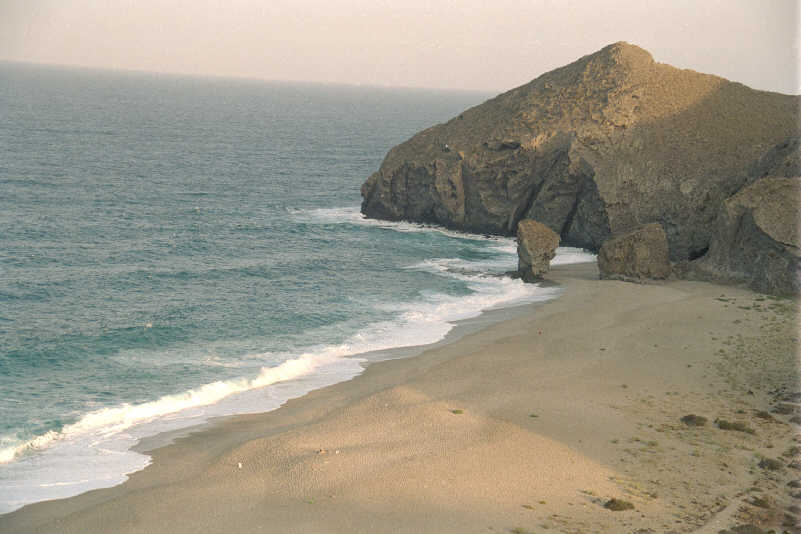
Cabo de Gata-Níjar (Almería)

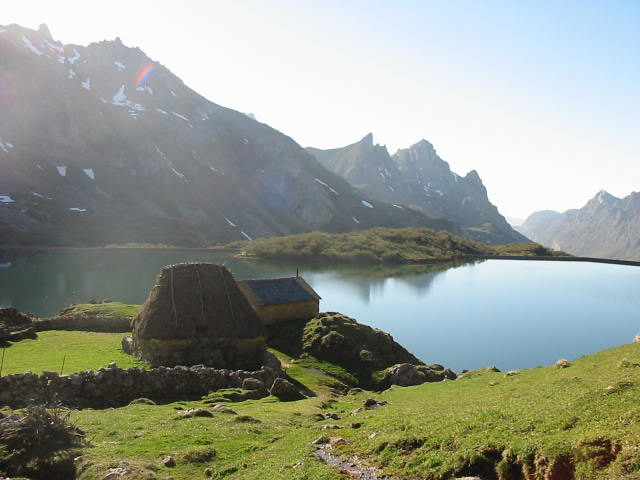
Somiedo (Asturias)

Un parque natural es aquel espacio natural con características biológicas o paisajísticas especiales en el que se pretende garantizar su protección.
Es la porción de la superficie terrestre, provista de límites naturales, donde los componentes naturales (e.g.: rocas, relieve, clima, agua, suelos, vegetación, animales) forman un conjunto de interrelación e interdependencia y el impacto del hombre es nulo o mínimo. Se lo ha definido también como un constructo ecológico-psicológico-social.
Los parques naturales enfocan su atención en la conservación y mantenimiento de su flora y fauna a través de la vegetación.
Pueden ser marítimos o terrestres y encontrarse en la montaña, en el mar, en el desierto o en cualquier otro espacio definido geográficamente.

## Parques naturales internacionales
El primer parque natural internacional en Europa, el hoy parque nacional Pieniny, fue fundado en conjunto por Polonia y  Eslovaquia en 1932.
- Parques Naturales Europeos: los planes y proyectos transfronterizos se llevan a cabo en el marco del paraguas de Europarc.
- Área Protegida Red de Parques  (Panpark), la certificación de la  WWF red iniciada cuyo objetivo es combinar la preservación de la vida silvestre con el turismo